# Synageles persianus
Synageles persianus är en spindelart som beskrevs av Dmitri Viktorovich Logunov 2004. Synageles persianus ingår i släktet Synageles och familjen hoppspindlar. Inga underarter finns listade i Catalogue of Life.